# 弗兰克福 (特拉华州)
弗兰克福（英語：Frankford），是美国特拉华州苏塞克斯县（Sussex）下属的一座城镇，面积为1.89平方公里，均为陆地。2011年的数据显示该地有人口862人。论人口在本州排行第33。